# Katakombkyrkan
Katakombkyrkan var, och är fortfarande,[när?] namnet på de församlingar och strukturer inom den östortodoxa kyrkan vilka i hemlighet utövade gudstjänster, dop, prästvigningar med mera under Sovjetunionens existens. Efter den kommunistiska revolutionen i Ryssland 1917 bekämpade regimen aktivt den kristna kyrkan, vilket ledde till många mördade, förstörda kyrkor och upplösning av det religiösa livet i allmänhet. Kyrkans egendomar samlades in och såldes eller gavs bort såsom delar av den så kallade "Ikonsamlingen" vilken finns på Nationalmuseum i Stockholm. Miljoner familjer och släkter flydde och grundade Ryska utlandskyrkan medan de som blev kvar organiserade sig och grundade vad som kom att kallas "Katakombkyrkan".

## Andreasgrenen
Den mest representativa och starkaste grenen av Katakombkyrkan är Andreasgrenen, vars andliga grundare var ärkebiskop Andrej Ufimskij (Andreas av Ufa). Efter revolutionen 1905 började han att organisera den ortodoxa kyrkan för en existens ”i katakomber”, som de gamla kristna i Rom, skådande den antikristna tendensen. Det grundades flera hemliga kloster i raviner och dalar i Kaukasus, bland annat ett grottkloster, grundat 1912, tillägnat Guds transformation.
Ärkebiskop Andrejs verksamhet som Katakombkyrkans hierark inleddes 1922, då "förnyarna" (de som började samarbeta med sovjetmakten, och ville "förnya tron"[källa behövs]) tillsammans bolsjevikerna försökte ta kontroll över ortodoxa kyrkans högsta organ. I augusti samma år mötte han patriarken Tichon, och fick i uppgift att i hemlighet viga biskopar och präster. I september 1922 organiserades den första parallellsynoden, som för första gången började utvärdera utsikterna för en underjordisk katakombkyrka i Ryssland.
Ärkebiskop Andrej försökte styra kyrkans policy att sträva efter att i största möjliga renhet följa Kristi sanning, och hålla sig undan laglöshet, vilket bland annat ledde till konflikt med patriark Tichon, som genomförde eftergifter till förnyarna och bolsjevikerna.
Det var dock inte förrän efter metropolit Sergius deklaration 1927, med uppmaning till union mellan kyrkohierarkierna och sovjetmakten, som formuleringarna och organiserandet av Katakombkyrkan blev tydligare, med ideologiska grenar som Andreasgrenen, Danilovgrenen och flera andra hierarkier. Mellan 3 och 6 oktober 1927 samlades i Ufa stift prästerskap och lekmän, bland annat ärkebiskoparna Kliment (Logginov), Avakkum (Borovkov), Rufin (Prekhov) och andra andrewiter, och sammanställde vad som skulle komma att bli den allryska Katakombkyrkans första sex kanoner, och fördömandet av Sergius deklaration:
1. Sergianer är heretiker, en par med "förnyarna".
2. Sergianer har ingen nåd, sakramenten uppfylls inte, och istället för gudstjänsterna har de otukt.
3. Att anta förnyare och sergianer, som ångrar sig, måste följas av smörjning (fullkroppsdop, inte badda vatten på huvudet, följt av korset).
4. Sergianer och förnyare utser simpla bönder till klerikala, vilket hotar prästerskapets roll.
5. Bekräftelse på anathema från 6 december 1922, utfärdat av patriark Tichon: "Förnyarna är heretiker, som perverterat kyrkostudierna, som förstört kyrkostrukturerna, och först etablerade respekt för den gudlösa auktoriteten".[källa behövs]
6. Sergianer, med dess lärare Sergius Stragorodski, lär ut att den blasfemiska gudlösa och laglösa sovjetmakten är en av Gud given auktoritet, genom apostlarnas ord, och genom denna ickefromma lära förtär dessa Kristi kropp.[1]

Då förföljelserna inleddes under början på 1930-talet, gick den Sanna Ortodoxa Kyrkans församlingar över till katakombtillvaro. Åren 1943–1946 lyckades dock Sovjetunionen, under andra världskriget, att avslöja och nedkämpa hemliga församlingar i de delar av europeiska Sovjetunionen som ockuperats av tyskarna. Många medlemmar i kyrkan deporterades till avlägsna regioner, och inte förrän på 1980–1990-talen kunde många av dessa återigen komma i kontakt med Katakombkyrkans kanoniska hierarki. Andreasgrenen klarade sig dock relativt väl, bland annat på grund av dess strikta sekretess, och ärkebiskopar kunde fortsätta mötas i Sibirien bland annat även under Stalins dagar.
Mellan 1950 och 1960 började grottillvaron öppnas upp, och biskopar och lekmän kunde ta kontakt med församlingar i katakombtillvaro. I slutet av decenniet hade ömsesidiga kontakter mellan 20 000 katakombhierarkier etablerats.[källa behövs] År 1961 var det även möjligt att sammankalla en illegal synod för Sanna Ortodoxa Kristna. Andrewiterna organiserade det men på grund av en våg av förföljelse under Chrusjtjov blev det förseningar, men i juli 1961 blev katedralen samlad i Den Fromme Nikolaus kloster, inne i Bashkiriens kärr. Tolv katakombbiskopar anlände, sex sände representanter. Dessa var bland annat biskop Vladimir Stromberg, biskop Merkurij, biskop Leontij, biskop Domentian, biskop Theodosius, biskop Amfilok, biskop Afanasij, biskop Sysoj och biskop Barsonofius.
Mellan 1979 och 1984 avled flera av dem, vilket ledde till att kontakterna och strukturen inom Katakombkyrkan började lösas upp. Bland annat avled josefiternas biskop Amday, liksom Andrewiternas ärkebiskop Merkurij, samt Afanasij och Theodosius. Man trodde även att biskop Amfilok avled, vilket 1991 visade sig vara osant.
Vid Sovjetunionens upplösning var Andrewiternas dominans bland de Sanna Ortodoxa Kristna bruten, och det existerade ingen kanonisk biskop.
Ärkebiskop Amfilok av Tomsk, totalt förlamad i en brand 1984, men återhämtad i sina kroppsliga funktioner (förutom fötterna) under nio års tid, betraktas som Katakombkyrkans siste fader. Månaden före sin död (efter en gudstjänst i juli 1994) prästvigde han följande personer: Ärkebiskop Ambrosij (Graf von Sievers), Biskop Evangrij (Baron E. P Drenteln), Biskop Paisij (Rogozhin), Biskop Nikodim (Mashukov), Biskop Evstafij (E.L Amosov), Biskop Pankratij (Agafonov), Biskop Vavila (E.V Amosov), Biskop Nektarij (von Reut), Biskop Markian (Firsov), Biskop Gerontij (G.P Drenteln).

## Klemensgrenen
Klemensgrenen av Katakombkyrkan härstammar ifrån biskop Kliment Logginov av Irkutsk, biskop Andrej Ufimskijs protegé, och är därför en form av avknoppning på andrewiternas hierarki. Ända in på mitten av 1990-talet kände inte alla inom Katakombkyrkan till denna gren. Från efterkrigstiden var Andreas- och Klemensgrenen tätt förbundna, och prästvigde varandra, men kontakterna bröts i och med de många dödsfallen i början av 1980-talet.
Hösten 1994 uppmanades Klemensgrenen att återuppta kontakterna med Andreasgrenen, vilket ledde till att de förstnämnda erkände biskopsvigningarna, och året efter uppgick de båda grenarna i union. På katedralen 1996 bad gotiske Ärkebiskopen Ambrosij klimentoviterna att redogöra för sin hierarkis historia.
Hierarkin var en del av den grekisk-ryska kyrkan och hade en enhetlig tro. 1923 bröts den ur, och blev del av de gammaltroende (ortodoxa av gammal sed), med församling i Ashkabad (Turkestan). Hierarkin var en del av ekumen med Andreasgrenen av Katakombkyrkan från år 1925. Hösten samma år blev Logginov vigd till ärkebiskop i en gammaltroende hierarki, och förlagd till Amur-Irkutskregionen, och blev från och med då nära andrewiterna, och därefter de facto verksam i Katakombkyrkan. 1938 blev biskop Kliment avrättad, men hans protegéer fortsatte arbetet. Under 1962 avled flera klimentovitiska biskopar, vilket året efter ledde till nya prästvigningar.
2010 fanns det fem biskopar inom Klemenshierarkin: Biskop Kliment, född 1919, vigd 1967; Biskop Kiril, född 1928, vigd 1972; Biskop Sofronij, född 1915, vigd 1974; Biskop Avraamij, född 1908, vigd 1977; Biskop Sergij, född 1931, vigd 1978. 
Alla klimentovitiska biskopar är historiskt en del av Katakombkyrkan, liksom prästerskap och lekmän, och hade "illegal position". Ideologiskt och dogmatiskt är denna gren identisk med Andreasgrenen, den har ej heller tvivel kring den kanoniska, apostoliska successionen. Klimentoviterna är främst centrerade i området mellan Altai och Amur, med mellan 20 000 och 25 000 medlemmar, och sex kloster.[källa behövs]

## Danielsgrenen
Danielsgrenen leder tillbaka till roten av Katakombkyrkan av de Sanna Ortodoxa Kristna, och härleds från Helige Danilovs kloster i Moskva, som på 1920-talet var det andliga centrumet för oppositionen mot det officiella styret inom den ryska kyrkan - vilken valde att ingå kompromisser med sovjetmakten. Daniloviternas allmänt erkända andlige ledare var ärkebiskop Feodor (Pozdejev). Ärkebiskop Feodor satt i koncentrationsläger och fängelse nästan oavbrutet för antisovjetisk agitation mellan 1920 och 1923, ledde "parallellsynod" inom klostret från 1922 och upphöjdes av dess biskopar till ärkebiskop. Han sändes mellan 1924 och 1927 åter i inre exil. Från 1929 och framåt greps han åter och blev förvisad, fram till avrättningen 1937.
"Parallellsynoden" bildades i motstånd till patriark Tichons eftergifter till sovjeterna, och man kom fram till följande punkter:
1. Decentralisering av kyrkolivet som den mest effektiva metod att bekämpa bolsjevikernas kontroll över kyrkan.
2. Att påbörja från ovan ickesanktionerade vigningar av biskopar och präster för att sprida Katakombkyrkan över hela Ryssland.
3. Att dogmatiskt tysta och censurera förnyare.

I ett senare, mindre råd, bekräftades det att patriarken var irrelevant för närvarande för kyrkolivet, och att denne förorsakar kyrkans sönderfall. Åren 1923–1925 stärktes daniloviterna av flera nya biskopar som anlände till Moskva, och därmed upprättades kontakter med andrewiterna i Ufa stift och den ukrainska kyrkan.
Direkt efter patriark Tichons död 1925 inleddes försöket att skapa en ny auktoritet genom att bjuda in alla hierarkier i huvudstaden. Till denne utnämndes metropolit Peter Krutitskij, vilken ville fördjupa samarbetet med sovjetregimen, något som de flesta daniloviter, inklusive ärkebiskop Feodor, motsatte sig och vägrade erkänna denna auktoritet. Från slutet av 1925 inleddes därmed massarresteringar av daniloviter, som då samlade runt 30 biskopar, vilket ledde till rörelsens förstörelse. Man kan därmed säga att "parallellsynoden" var den grundsten på vilken Katakombkyrkan byggdes.
Danielsgrenen gick dock inte under, och kunde efter 1928 förnya sina led, men efterföljande årtionde gick grenen under jorden, genom sin decentraliseringsprincip, och mycket lite konkret finns att få reda på. Under efterkrigstiden uppgick denna gren nästan helt i den andrewitiska hierarkin. Efter de sista danilovitiska prästernas och biskoparnas död i och runt Moskva, blev biskop Stromberg auktoritet, och efter hans död; biskop Merkurij. Idag existerar det flera församlingar av Danielsgrenen runt Moskva, som är i kontakt med Andreasgrenens hierarki i den Sanna Ortodoxa Kyrkan.

## Josefsgrenen
Josefsgrenen är en av de mest kända. Grundaren till denna gren är metropolit Josef Petrogradskij (född Ivan Petrov), medlem av den positionella katedralen av den Ryska Ortodoxa Kyrkan 1917–1919, utnämnd till tredje ersättare till den patriarkala tronen av patriark Tichon. Under 1920-talet följde fängelse och inre exil, men han skrev under dokumentet om överförandet av kyrkoauktoriteten till metropolit Krutitskij efter patriark Tichons död, följd av ytterligare arresteringar, därefter ledare för en grupp prästlärda i Petrograd vilka tog avstånd från metropolit Sergius Stragorodskij, ytterligare arrest och exil; denna gång till Kazakstan. Väl där, 1932, antog han den illegala positionen och började viga folk i hemlighet och hade kontakt med flera hierarkier i den Sanna Ortodoxa Kyrkan. 1937 dömdes han och metropolit Kirill Kazanskij till döden och avrättades i en ravin.
Josefsgrenen formades genom influenser från de andra grenarna i Kyrkan, speciellt daniloviterna och andrewiterna, och efter arresteringarna på 1930-talet blev influenserna totala över josefiterna under efterkrigstiden.   

## Katakombkyrkan i slavlägren
Klerikala av Katakombkyrkan i slavlägren förrättade gudstjänster, vigde präster, döpte lekmän och samlade sig i hemliga katedraler. Redan i det första sovjetiska koncentrationslägret, på Solovetskijöarna i Vita havet, bildades 1926 "Solovetskij-biskoparnas katedral av äldremän".[källa behövs] Metropolit Sergius deklaration 1927 (om samarbete med sovjetmakten) delade katedralen i två läger, en delning som cementerades med josefiternas ankomst till lägret.
1937, vid Ust-Kute längs med Lena-floden, hölls en hemlig katedral i ett tillfälligt förvaringshus för fångar på väg till läger, där fyra biskopar deltog (biskop Hans är den enda av dessa man känner till namnet på). Katedralen kom fram till att det är förbjudet för personer inom Sanna Ortodoxa Kyrkan att ha samröre med Moskvapatriarkatet, bekräftelse av patriark Tichons anathema mot sovjetregimen, anathema mot förnyare och sergianer samt beslut om möjligheten att decentralisera kyrkoauktoriteten och hierarkierna under förtrycket och den Sanna Ortodoxa Kyrkans kanoniska grenars spirituella enhet.
Enligt människorättsaktivisten A. Levitin-Krasnov (skrev på 1950-talet) avled visserligen de flesta klerikala som tog avstånd från metropolit Sergius deklaration av 1927 i läger under 1930-talet, men det är ur dessas biskops- och prästvigningar som den dåvarande Katakombkyrkohierarkin formerades. Delar av den Sanna Ortodoxa Kyrkans hierarkier existerade i hemlighet i straffkolonier och fängelser, skild från den som fortfarande var i frihet.
Den siste medlemmen tillhörande Katakombkyrkan släpptes från lägren i slutet av 1980-talet eller i början av 1990-talet.

## Katakombkyrkan idag
Även i det förment nya Ryssland förföljs Katakombkyrkan av element inom statsapparaten. 1997 mördades två av kyrkans biskopar, Evagrius och Gerontius, under oklara omständigheter, vilket rapporterades om i WORLD Magazine:
"Members of the True Orthodox Church continue to be targeted by government officials for harassment. The True Orthodox Church, also known as the Catacomb Orthodox Church, is an offshoot of the Russian Orthodox Church formed in 1927 in protest of the larger Orthodox church's close ties with the Soviet government. In January two of its leaders, Bishops Yevragi and Geronti, were killed; church officials claim they were murdered by government agents. Bishop Amvrosi von Sievers alleges the motive for the killings was the clerics' knowledge of cooperation between the KGB and the Orthodox Patriarchate. Mr. von Sievers says that he has been followed and has received threatening telephone calls. On Feb. 27, returning by train to Moscow from St. Petersburg, he says he was taken from his sleeper at 3 a.m. by two men, beaten up, and told to end his "anti-state activity." 
Även de tjetjenska separatisterna i KavkazCenter har noterat att FSB och Moskvapatriarkatet förföljer de 'sanna ortodoxa' än idag, genom hembesök, förbud mot registrering och ekonomiska trakasserier
Helsingforskommitténs avdelning i Kazakstan uppmärksammade 2004 förföljelserna av Katakombkyrkans/Sanna Ortodoxa Kyrkans präster, biskopar och troende, i en artikel ursprungligen skriven av den Norgebaserade människorättsorganisationen Forum 18
Även 11 septemberrörelsen har uppmärksammat Katakombkyrkans nuvarande problem och förföljelse i sin analys av FSB och dess inblandning i religiösa och etniska frågor.   Referatet härrör från Xenia Dennen vid brittiska Keston-institutet, en NGO som undersöker religiöst liv i det forna Sovjetunionen. I hennes artikel beskrivs hur Katakombkyrkan/Sanna Ortodoxa Kyrkan enligt lag är stämplad som spionorganisation, och beskriver morden på kyrkans två biskopar och flera medlemmar 1997 och andra allvarliga övergrepp.